# Scuderia Serenissima
Scuderia Serenissima i Scuderia SSS Republica di Venezia je talijanska automobilistička momčad i konstruktor. 
Momčad je osnovao Giovanni Volpi, a u Formuli 1 se počela natjecati 1961.